# Castell de Llagostera
El Castell de Llagostera, al Gironès, se situa al nucli antic de la població, sobre un turó que presideix la població de Llagostera, davant de l'església de Sant Feliu i al costat de l'Ajuntament. El temple, el castell i l'antic poble estarien protegits amb una doble muralla concèntrica. Es conserven restes del castell i part de les muralles.

## Història
El lloc de Llagostera ja era conegut el 855 quan el rei francès Carles el Calb confirma un «Sancti Felicis de Locustaria» entre els béns del monestir de Santa Maria de la Grassa. El lloc va registrar també els topònims de «Lagostera» (993), «Lagustària» (1016) i «Locustaria» (1163). El 914 també es té notícia de la «valle que locant Locustaria», la meitat de la qual havia estat comprada per la comtessa Garsendis a Emo, per 500 sous. En començar el segle xi la comtessa Ermessenda de Carcassona, vídua del comte de Barcelona Ramon Borrell, feu restitució, al bisbe de Girona, de diverses possessions, entre les quals «Sti. Felicis de Locustaria». Pel maig de 1057, els comtes de Barcelona Ramon Berenguer I i Almodis parlaven del «nostre fisci Locustarie» i el 1131, segons el testament de Ramon Berenguer III, aquest lloc seria la residència de la seva filla Berenguera, muller d'Alfons VII de Lleó i Castella si aquesta enviudés i retornés. Així, el 1187 i el 1197, el lloc s'enregistra com a propietat reial. Al llarg del segle xii, Llagostera continuà com a propietat del sobirà; l'any 1240, Jaume I va concedir diverses franqueses. Consta que el 1266 l'infant Pere reconegué a la seva muller que, per raó de l'esponsalici, li havia assignat la vila de Llagostera.
Pel que fa al castell, la primera notícia documentada data del 1288, quan el rei Alfons el Franc el vengué a carta de gràcia per 32.480 sous al vescomte Dalmau VI de Rocabertí. Uns quants anys més tard el tenia Guerau de Rocabertí, a violari (pensió vitalícia) pel rei Jaume II; segons consta en una llista que es feu el 1315 de les rendes del patrimoni reial es diu que «les rendes del castell de Llagostera ab los esdeveniments poden valer cascu VI millia D solidos». Mort Guerau el 1323, la Corona va tornar a recuperar les rendes tot i que un any més tard el rei Jaume II donà Llagostera a Ot de Montcada i de Pinós, que es casà amb la filla de Roger de Llúria i fou padrí de bateig de Pere el Cerimoniós. El 1375, Pere el Cerimoniós erigí Llagostera en baronia, a favor de Gastó de Montcada i de Lloria, primer baró de Llagostera. Va succeir-lo Roger de Montcada, governador de Mallorca, que morí sense fills i les seves baronies de Llagostera, Caldes i Caçà passaren a Joan Bernat de Cruïlles. Al segle xv, en la guerra dels remences entre la Generalitat i el rei, el castell de Llagostera estigué al bàndol de la Generalitat i la noblesa, i lluità contra el seu propi baró que era del bàndol reialista. El castell fou dels Cruïlles fins al 1512 quan el baró Francesc de Cruïlles fou assassinat. Després passà als Lanuza.

## Arquitectura

### Primer recinte

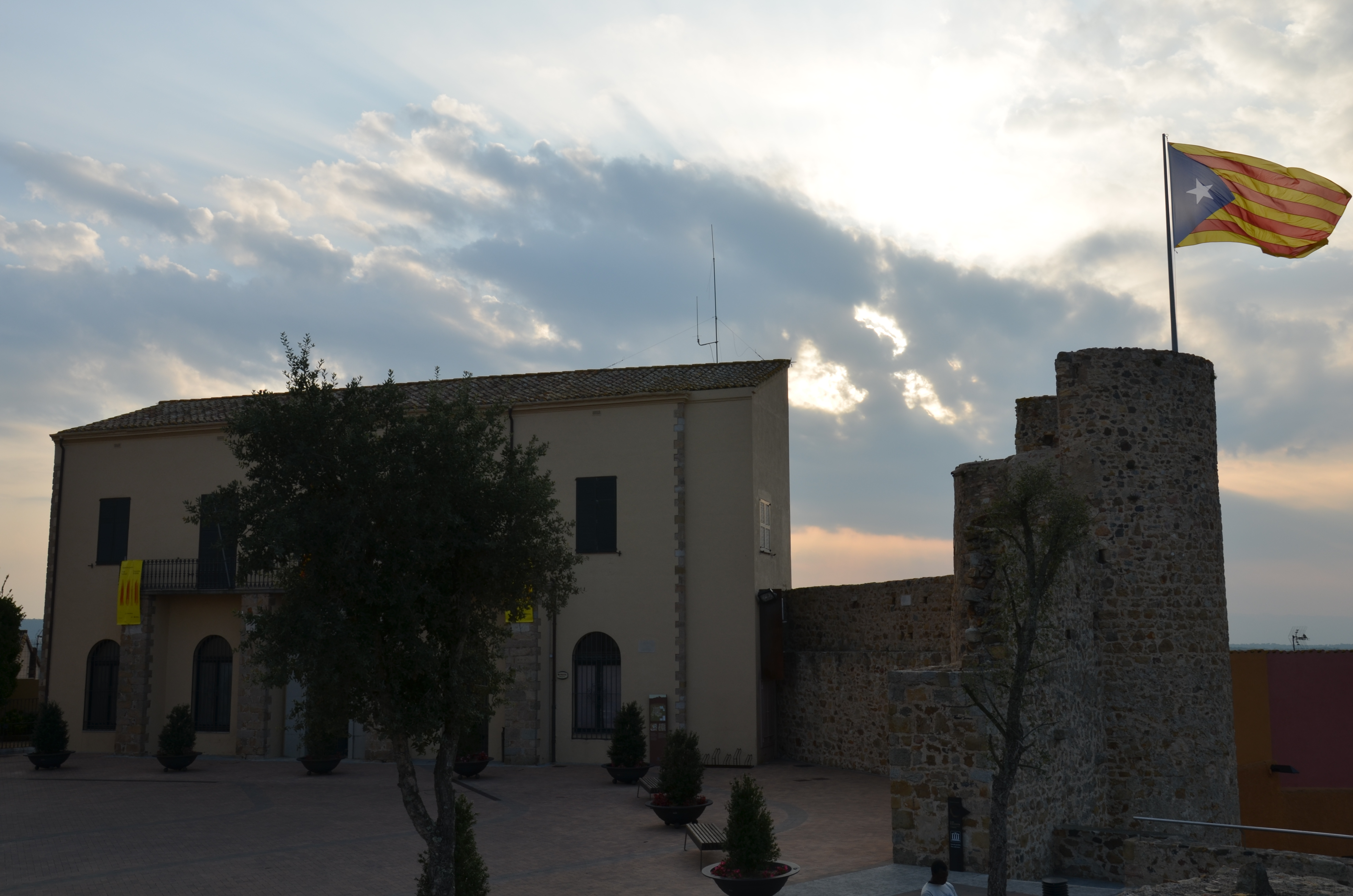
L'ajuntament, antic castell-palau reformat el segle XIX

Llagostera té dos recintes emmurallats que es conserven parcialment. El primer, un recinte interior, pentagonal d'uns 57 per 40 metres, englobava la part més enlairada del turó, on hi havia l'església, el cementiri, el castell i, probablement diversos habitatges. Se'n conserva actualment el sector oest i nord-oest, compost per tres llenços de mur de 5, 16 i 14 metres i dues torres, l'anomenada torre de la Presó i la torre situada en l'actual edifici de l'Ajuntament. La primera, situada al nord-oest, és de planta circular, d'uns 10 metres d'alçada conservada. En origen es tractava probablement d'una bestorre. La segona torre, també d'uns 10 metres, és de planta semicircular i podria incloure's al recinte pròpiament del castell. El castell-palau corresponia un edifici de planta rectangular d'uns 19 per 9 metres, a l'interior del llenç occidental de la muralla interior. En el segle xix va ser reformat i actualment és seu de l'Ajuntament. És probable l'existència d'altres edificacions del castell anteriors a aquest palau. El recinte tindria altres torres. Documentalment, es coneix l'anomenada torre del Cementiri.

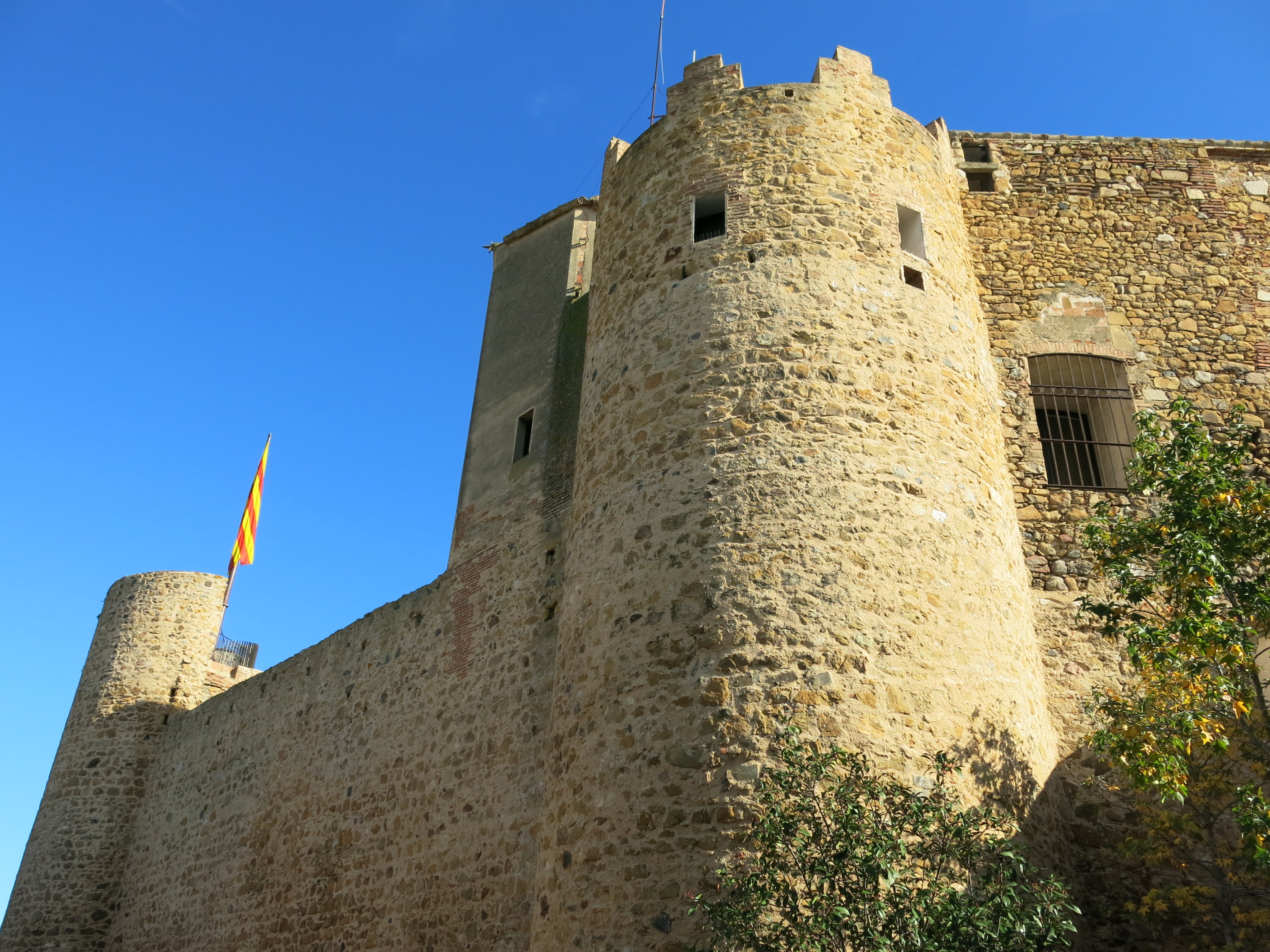
La torre de l'Ajuntament des de l'exterior del primer recinte (nov. 2015)

### Segon recinte
El segon recinte, discorria a una cota més baixa i protegia les cases, els carrers, els patis i els horts que s'estenien als peus i a l'exterior de la primera muralla. Tindria un perímetre d'uns 400 m. i es conserva una llarga tramada al costat nord i quasi íntegra tot el seu perímetre oest i sud-oest. Dels costats est i sud-est, tenim testimoniada la muralla gràcies a la documentació escrita. Diversos trams conservats assoleixen pràcticament els 10 metres d'alçada, amb una factura en tots ells pràcticament homogènia. Aquesta muralla disposava també de diverses torres, de les que se'n coneixen l'anomenada torre de la Central, de planta circular de 5,90 de diàmetre i 10 metres d'alçada, i la torre Gemma, de planta quadrada, d'uns 4 metres de costat, 6 metres d'alçada i amb tres espitlleres. També existien diversos portals, dos d'ells ben coneguts: el d'en Saura, al sud, que estava flanquejat per dues torres, una enderrocada al segle xvii i l'altra a mitjan segle xix, i el d'en Pi o d'en Nicolau, a l'est, també amb dues torres.

### Datació
Els dos recintes emmurallats de Llagostera foren construïts en èpoques diferents, el primer abans que el segon. L'obra dels murs i de les torres, de pedres de mida diversa lligades amb morter de calç, escairades per la cara vista i disposades formant a voltes filades molt irregulars i a voltes sense formar filades clares, no permet establir datacions precises ni diferenciades. En tot cas, el tipus de muralla amb torres o bestorres rodones força properes –com les de la Presó i de l'Ajuntament, per exemple– i sense talús, ens aproparien a una obra medieval plena o de principis de la baixa edat mitjana, situable a grans trets entre els segles XII i XIV.
L'evolució més probable de la Llagostera medieval podria ser la següent. En un primer moment, al segle ix, en què ja es documenta l'existència de l'església, tindríem un petit poblament al capdamunt del turó encara sense emmurallar o amb defenses construïdes de poca entitat. Més endavant el creixement del poble i la consolidació de la feudalització, vers el segle xii, afavoririen la construcció d'un primer recinte emmurallat. A la baixa edat mitjana el creixement de la població fora del primer recinte afavoriria la creació d'un segon recinte, més extens, que deixaria el primer fora de servei i que, parcialment, començaria ja – com hauria passat amb el tram nord– a enderrocar-se. El castell sembla que no es construiria fins aquest moment, potser lligat amb el pas del domini reial al domini senyorial dels Montcada, tot i que no podem rebutjar la idea de l'existència prèvia d'un edifici noble que hauria pogut fer algunes de les funcions administratives i residencials pròpies dels castells.